# 세그노사우루스
세그노사우루스(Segnosaurus)는 중생대 백악기 후기, 오늘날의 유라시아 대륙에서 서식한 초식공룡이다. 학명은 라틴어 "segnis"(영어:slow, sluggish)와 그리스어 "sauros"(영어:lizard)가 합쳐져 만들어진 것으로, "느린 도마뱀"이란 의미를 갖는다. '용반류'-'수각아목'-'테리지노사우루스과'에 속한다. 화석은 중국, 몽골, 대한민국, 인도, 러시아, 벨기에에서 발견되었다. 전체 몸 길이는 최대 9m정도 되었을 것으로 추정된다. 2족보행을 했다. 앞다리에는 날카로운 갈고리 모양의 발가락을 3개 가지고 있고, 뒷다리는 폭이 넓고 4개의 발가락을 가졌다. 세그노사우루스는 용반류이면서도 허리부분의 뼈는 조반류와 유사한 형태를 띠고 있다.